# Sergueï Golouchev
Sergueï Golouchev (en russe : Сергей Сергеевич Голоушев) (Pseudonymes Sergueï Glagol, S. Sergievitch, De Sergy), né le 18 février 1855 (2 mars dans le calendrier grégorien), à Saint-Pétersbourg, Empire russe et mort le 15 juillet 1920 à Moscou, République socialiste fédérative soviétique de Russie, est un révolutionnaire russe, peintre et graphiste, critique musical, théâtral et artistique.

## Biographie
Golouchev naît le 18 février 1855 (2 mars dans le calendrier grégorien), à Saint-Pétersbourg, dans la famille noble du chef de la gendarmerie d'Orenbourg.
Il étudie au gymnasium de Stavropol et d'Orenbourg. En 1872, il fait la connaissance de Mitrophane Mouravski, révolutionnaire populaire. Sous son influence, il prend parti pour le peuple à la tête du cercle populaire d'Orenbourg.
En 1873, Golouchev entre à l'académie médico-chirurgicale de Saint-Pétersbourg, où il se rapproche des cercles révolutionnaires et organise son propre cercle sous la dénomination golouchevtsy. En mai 1874, il arrive à Orenbourg, d'où il part ensuite jusqu'à Oufa avec Mitrophane Mouravski. Il mène une campagne de propagande dans le gouvernement de Perm et le gouvernement de Viatka. En août 1874, à Iaransk (gouvernement de Viatka), il est arrêté. Le 5 mai 1877, il est jugé (dans le cadre du Procès des 193) et est condamné à la prison. À sa libération, il entre dans le cercle de Nikolaï Mikhaïlovski. En mars 1878, il est à nouveau arrêté dans l'affaire Véra Zassoulitch et, en avril de la même année, il est exilé sous le contrôle de la police du gouvernement d'Arkhangelsk.
Il est appelé dans l'armée impériale de novembre 1879 à mai 1880 et sert dans le 90erégiment d'infanterie d'Oniega. Puis, en 1884, il termine ses études de médecine à la faculté de médecine de l'Université impériale de Moscou et s'intéresse tant à la pratique médicale qu'à la recherche scientifique. Dans les années 1880, il étudie à l'école de peinture, de sculpture et d'architecture de Moscou. Il a participé à plusieurs expositions parmi lesquelles celles des Ambulants.
Il est l'auteur de divers articles dans des revues de Moscou et de Saint-Pétersbourg consacrées à la peinture et aux artistes. Il est l'auteur de monographies sur Fiodor Botkine (ru) (1907), Isaac Levitan (1910), Mikhaïl Nesterov (1914), Sergueï Konionkov (1920). À partir de 1902, il enseigne l'anatomie plastique à l'académie d'art et d'industrie Stroganov ; de 1907 à 1913, il dirige un atelier de lithographie. Il devient membre de la société d'enseignement d'art graphique en 1910. Depuis 1886, il était membre du cercle artistique Sreda.
On trouve des œuvres de Golouchev à la Galerie Tretiakov, au Musée russe, au Musée des Beaux-Arts Pouchkine.
Il meurt le 15 juillet 1920 à Moscou. Il est inhumé au cimetière de Novodevitchi, mais sa tombe n'existe plus aujourd'hui.

## Sources
- Artiste des peuples d'URSS, dictionnaire bibliographique Moscou, 1976 tome 3 (Художники народов СССР. Биобиблиографический словарь. М., 1976, т. 3.)